# Jean Bastia
Jean Bastia (eigentlich Jean Simoni; * 15. Februar 1919 in Bastia; † 16. Oktober 2005 in Bergerac) war ein französischer Filmregisseur und Drehbuchautor.
Bastia, der seinen Künstlernamen nach seinem Geburtsort wählte, war seit 1946 als Regieassistent im französischen Film tätig und arbeitete u. a. mit Erich von Stroheim, Alfred Rode und des Öfteren mit Jean Boyer. 1956 erschien sein Kinodebüt Nous autres à Champignol, dem mehrere Komödien folgten, die damaligen Vorlieben entgegenkamen. Ab Mitte der 1970er Jahre war er als Produktionsleiter tätig, nachdem er schon nach 1960 kaum noch in früheren Funktionen in Erscheinung getreten war.
Er ist der Bruder des Komponisten Pascal Bastia.

## Filmografie (Auswahl)
- 1956: Nous autres à Champignol
- 1958: Der Gendarm von Champignol (Le Gendarme de Champignol)
- 1960: Der Umstandskrämer (Les Tortillards)
- 1961: Dynamit Jack (Dynamite Jack)
- 1965: Der Star von Champignol (Le caid de Champignol)